# ويلهلم رو
ويلهلم رو (بالألمانية: Wilhelm Roux)‏ (و. 1850 – 1924 م) هو عالم أحياء، وعالم حيواني، وأستاذ جامعي، وعالم تشريح من ألمانيا، وبروسيا، والاتحاد الألماني، والإمبراطورية الألمانية، وجمهورية فايمار، ولد في ينا، كان عضوًا في الأكاديمية البروسية للعلوم (منذ 1916)، والأكاديمية البافارية للعلوم والعلوم الإنسانية (منذ 1911)، والأكاديمية الألمانية للعلوم ليوبولدينا (منذ 1901)، والأكاديمية الوطنية للعلوم، توفي في هاله، عن عمر يناهز 74 عاماً.

## التعليم
تعلم في جامعة ينا، وتعلم في جامعة هومبولت في برلين، وتعلم في جامعة ستراسبورغ
.

## جوائز وترشيحات
حصل على جوائز منها:
- وسام النسر الأحمر الدرجة الثالثة
- نيشان التاج البروسي
- Norwegian PhD  [لغات أخرى]‏

ترشح لـ:
- جائزة نوبل في الطب أو علم وظائف الأعضاء (1923)[12]
- جائزة نوبل في الطب أو علم وظائف الأعضاء (1922)[12]
- جائزة نوبل في الطب أو علم وظائف الأعضاء (1921)[12]
- جائزة نوبل في الطب أو علم وظائف الأعضاء (1920)[12]
- جائزة نوبل في الطب أو علم وظائف الأعضاء (1919)[12]
- جائزة نوبل في الطب أو علم وظائف الأعضاء (1918)[12]
- جائزة نوبل في الطب أو علم وظائف الأعضاء (1916)[12]
- جائزة نوبل في الطب أو علم وظائف الأعضاء (1913)[12]
- جائزة نوبل في الطب أو علم وظائف الأعضاء (1911)[12]
- جائزة نوبل في الطب أو علم وظائف الأعضاء (1909)[12]
- جائزة نوبل في الطب أو علم وظائف الأعضاء (1908).[12]

## روابط خارجية
- ويلهلم رو على موقع الموسوعة البريطانية (الإنجليزية)